# Алмейда, Леонора де
Леонора де Алмейда Португал, 4-я маркиза Алорна, 8-я графиня Ассумар (порт. Leonor de Almeida Portugal; 31 октября 1750 года, Лиссабон — 11 октября 1839 года, Лиссабон) — португальская аристократка, живописец и поэтесса последней четверти XVIII и начала XIX веков. Известна под псевдонимами Alcipe, полученном от монахинь во время пребывания в заточении в монастыре Шелаш. Как живописец и поэтесса являлась последовательницей классицизма. Тем не менее, считается предтечей португальского романтизма. Алешандре Эркулану писал о маркизе, как о своей наставнице.

## Биография
Родилась 31 октября 1750 года в одном из многих ответвлений семьи Тавора (англ.), одной из самых прославленных и влиятельных благородных семей Португалии того времени.
Детство Леоноры совпало с временем противостояния её рода с маркизом Себастьяном Жозе Помбалом, которое в итоге завершилось не в пользу её семейства, её род был обвинён в измене против короля Жозе I, эти события вошли в историю как Дело Тавора. По обвинению в измене королю она в возрасте восьми лет с матерью и бабушкой и дедушкой по материнской линии была отправлена в монастырь святого Феликса, где пробыла до 1777 года, а её отец и брат были заключены в башню Торре де Белен. 19 лет жизни, с 8 до 27 лет, она провела в заключении в женском монастыре, где большую часть времени уделяла сочинению стихов. Именно это факт стал началом её стихотворной карьеры, которая впоследствии вделала её одним из видных литераторов Европы своего времени.
Во время пребывания в монастыре она занялась изучением работ Руссо, Вольтера, Монтескье, Пьера Бейля, и Энциклопедии Дидро. Монастырь стал для неё местом общения с представителями португальской литературной сцены, видными португальскими художникам и которые традиционно искали убежище в стенах монастырей. Вместе с тем в монастыре она получила хорошее образование, её наставником в литературе, поэзии и латыни являлся падре Ф. М. ду Нашсименту, более известный под поэтическим псевдонимом Филинту Элизиу.
Была освобождена из заточения в 27 лет на волне новой политики королевы Португалии Марии I. 15 февраля 1779 года вышла замуж за дворянина, военного, подданного Священной Римской империи, участника недавно закончившейся Семилетней войны — графа Карлоса Педро Ойенгаузен-Гровенбурга.
В 1779 году вместе с супругом переезжает в Порту, где рожает первого ребёнка. В 1780 году решением королевы Португалии супруг Леоноры Карлос Педро назначается представителем при высшем суде Вены, куда и отправляется вместе с семьей. В Вене Леонора родила двух детей, в 1782 и 1784 годах. Вместе с тем в Вене она обзаводится большим количеством связей среди высшего общества, её новых друзьями стали: Жермена де Сталь, Жак Неккер, Мария Терезия, император Иосиф II, однажды она удостаивается личной аудиенции папы Пия VI. В Австрии она пишет картины, которые переправляет на родину в Португалию.
В 1785 году её супруг повышается до звания генерал-лейтенанта Королевской пехоты и возвращается на родину. Леонора становиться фрейлиной при Карлоте Жоакине Испанской супруге короля Португалии Жуана VI. Получив вес в обществе она открыла самый популярный в Португалии литературный салон. В 1790 году граф Карлос Педро был назначен Генерал-губернатором Королевства Алгарве, и семья переехала в Фару. В 1793 году Карлос Педро умирает в возрасте 54 лет, и Леонора вместе с шестью детьми переезжает в город Алмейрин в родовое поместье, где полностью посвящает себя воспитанию детей.
Работа её супруга графа Карлоса Педро Ойенгаузен-Гровенбурга, как дипломата при дворе королевы Португалии Марии I, подразумевала много перемещений по Европе, что позволило Леонор завести знакомства со многими великими умами Старого Света того времени, и распространить свое литературное и живописное влияние на весь континент.
В 1800 году Леонора устраивает свадьбу своей дочери Жулианы Марии Луизы Каролины Софии д’Ойенгаузен, которой суждено войти в историю под именем Юлия Петровна Строганова. В 1801 году Леонора переехала в Лондон, где прожила до 1809 года. После назначения её брата командующим Португальского легиона, возвращается на родину и вновь попадает в высший свет.
После Наполеоновских войн, вела тихий образ жизни на своей вилле, умерла 11 октября 1839 года во дворце своей дочери, в который переехала ближе к старости.

## Литературные работы
- Poemas de Chelas; Лиссабон, 1772.
- Elegia à Morte de S. A. R. o Principe do Brazil O sr. D. José;Лиссабон, 1788.
- De Buonaparte e dos Bourbons; e da Necessidade de nos Unirmos aos nossos Legitimos Principes, para a Felicidade da França e da Europa; Лондон, 1814[4].
- Obras poeticas; Лиссабон, 1844[5].
- Estudo Biographico- Critico, a Respeito da Litteratura Portugueza; Мадрид, 1869[5].